# N·K·傑米辛
诺拉·K·傑米辛（英語：Nora K. Jemisin，1972年9月19日—），美國科幻及奇幻小說家、心理学家。她的小說探索各種主題，涉及文化衝突和壓迫，曾贏得了包括轨迹奖在内的多個獎項。她的三部曲作品《破碎的大地》均赢得了雨果奖最佳长篇小说奖，截止至2018年8月她是历史上唯一一位连续三年获得该奖项的作家。
在2009年和2010年，傑米辛的短篇小說《非零概率》先后入圍了雨果獎和星雲獎最佳短篇小說獎。她的長篇小說处女作《十万王国》獲得2010年星雲獎提名，并入選小詹姆斯·蒂普里獎。2011年，《十万王国》入圍雨果獎、世界奇幻獎和軌跡獎，並贏得2011年軌跡獎最佳长篇小说处女作奖并在同年获得日本性別权益小说獎。之后傑米辛又在2010年出版《破碎王国》，2011年出版《众神王国》完成三部曲。
2016年，N·K·傑米辛小說《第五季》贏得雨果獎最佳長篇小說獎，使她成為第一位獲得雨果獎长篇小说奖的非裔美國作家。其續集《方尖碑之门》和《巨石苍穹》分别於2017年和2018年先后榮獲雨果獎最佳長篇小說獎。

## 早年生活
傑米辛出生于美国艾奥瓦城，在纽约和莫比尔长大。她在马塞诸塞州居住了十年，之后来到纽约。傑米辛在1990年到1994年间就读于杜兰大学，并获得心理学学位。之后她从馬里蘭大學學院市分校获得教育硕士学位。

## 职业生涯
傑米辛于2002年从“可行天国”写作训练营毕业，作品包括长篇和短篇小说。她是波士顿地区的作家协会BRAWLers的成员，也是推想小说评论组织Altered Fluid的成员。
她以特邀嘉宾的身份出席了2014年在麦迪逊举办的威斯康星州科幻展览会，并在2015年的波士顿Arisia科幻展览会上以特邀作家的身份出席。
2013年作为嘉宾在澳大利亚致词时，傑米辛指出在美國科幻和奇幻作家協會的主席选举中，有超过10%的会员投票给了另类右派分子西奥多·比尔。她在发言中称比尔“自称为性别主义者、种族主义者和反犹太主义者，以及好几种别的混账主义者。”，并强调对这些问题保持沉默就等于任其猖狂。比尔回复称她为“受过教育的无知野人”。他该发言的链接被发到了美國科幻和奇幻作家協會的官方推特上，最终比尔被协会除名。
自2016年1月起，傑米辛开始在纽约时报上撰写题为《异界》的双月刊专栏。同年5月，她通过Patreon平台众筹到足够的资金，让她可以辞去心理諮商的工作全力写作。2017年，《Bustle》杂志将傑米辛称为“每个女性都应该读一读的科幻作家”。

## 奖项

### 获奖
- 2010年《浪漫时光》书评首选奖最佳奇幻小说（《破碎王国》）
- 2011年轨迹奖最佳处女作小说（《十万王国》）
- 2011年性别权益奖（《十万王国》）
- 2012年《浪漫时光》书评首选奖最佳奇幻小说（《背阴之日》）
- 2016年雨果奖最佳长篇小说（《第五季》）
- 2017年雨果奖最佳长篇小说（《方尖碑之门》）
- 2018年星云奖最佳长篇小说（《巨石苍穹》）
- 2018年轨迹奖最佳奇幻小说（《巨石苍穹》）
- 2018年雨果奖最佳长篇小说（《巨石苍穹》）

### 提名
- 2006年卡尔·布兰登协会视差奖推荐阅读名单（《云龙天空》）
- 2010年雨果奖最佳短篇小说（《非零概率》）
- 2010年星云奖最佳短篇小说（《非零概率》）
- 2010年小詹姆斯·蒂普里獎最佳长篇小说（《十万王国》）
- 2011年星云奖最佳长篇小说（《十万王国》）
- 2011年雨果奖最佳长篇小说（《十万王国》）
- 2011年世界奇幻奖最佳长篇小说（《十万王国》）
- 2011年大卫·葛梅尔晨星奖最佳新进奇幻作家（《十万王国》）
- 2011年国际奇幻艺术协会威廉·克劳福德奖（《十万王国》）
- 2011年法国想象奖最佳外语小说（《十万王国》）
- 2012年星云奖最佳长篇小说（《众神王国》）
- 2013年星云奖最佳长篇小说（《屠杀之月》）
- 2013年世界奇幻奖最佳长篇小说（《屠杀之月》）
- 2015年星云奖最佳长篇小说（《第五季》）
- 2016年世界奇幻奖最佳长篇小说（《第五季》）
- 2016年轨迹奖最佳长篇小说（《第五季》）
- 2016年星云奖最佳长篇小说（《方尖碑之门》）
- 2017年雨果奖最佳短篇小说（《伟大之城》）
- 2017年世界奇幻奖最佳长篇小说（《方尖碑之门》）

## 作品

### 长篇小说

#### 继承三部曲
- 《十万王国》（2010年）
- 《破碎王国》（2010年）
- 《众神王国》（2011年）

2014年12月9日出版的三部曲合集内另含有一篇后传中篇小说《觉醒王国》。
2015年7月28日一部名为《影中阴暗》的小说集出版，内含三部短篇小说，内容包括三部曲的前传。

#### 梦血两部曲
- 《屠杀之月》（2012年）
- 《背阴之日》（2012年）

#### 破碎大地三部曲
- 《第五季》（2015年8月）
- 《方尖碑之门》（2016年8月）
- 《巨石苍穹》（2017年8月）

### 短篇小说
- 《炼金术士》，收录于双鹤出版社2004年出版的《散开、掩盖、窒息》小说集内。《年度最佳奇幻恐怖小说，第18版》中有收录该小说名目。Escape Pod 系列Podcast中也有录制。
- 《昨天太多、明日不够》，Ideomancer杂志，2004年
- 《云龙天空》，Strange Horizon杂志，2005年，也收录于Escape Pod 系列
- 《小红帽的孩子》，Fishnet杂志，2005年
- 《名为你的火车》，Strange Horizon杂志，2007年
- 《苦乐》，Abyss & Apex杂志，2007年
- 《毒灵法师》，Helix杂志，在Transcriptase上重印，2007年
- 《天国新娘》，Helix杂志，在Transcriptase上重印，2007年
- 《对上帝的保龄球以礼相待》，Baen's Universe杂志，2008年
- 《舞者战争》，收录于Circlelet出版社2009年出版的《如同双星：双性恋情欲小说》中
- 《非零概率》，Clarkesworld杂志，2009年
- 《罪人、圣人、龙和鬼魂在平静水面下的城市里》，Postscripts杂志，2010年
- 《勒克司河畔》，Clarkesworld杂志，2010年11月
- 《污水引擎》，收录于Torquere出版社2011年出版的《蒸汽动力：女同志的蒸汽朋克故事》中
- 《特洛伊女孩》，Weird Tales杂志，2011年
- 《优等生》，收录于Hyperion出版社2012年出版的《之后：十九偏末日故事》中

### 散文
- 《极客智慧：Nerd文化的神圣教诲》（2011年，作者之一）

## 外部連結
- 官方网站
- N.K. Jemisin describes worldbuilding （页面存档备份，存于）
- Odyssey Workshop interview （页面存档备份，存于）
- New Yorker profile by Raffi Khatchadourian （页面存档备份，存于） (January 20, 2020)
- 網路推理小說資料庫上的N. K. Jemisin